# 지바현
지바현(일본어: 千葉県)은 일본 간토 지방 남동부에 위치하며 도쿄도 동쪽에 인접하는 현이다.

## 지리
현청 소재지는 지바시이고, 북쪽으로 이바라키현, 북서쪽으로 사이타마현, 도쿄도와 인접한다. "치바현"으로도 표기한다.
또한 도쿄만을 사이에 두고 가나가와현과 접하고 있다. 가나가와현과는 원래 기사라즈시와 가와사키시, 훗쓰시와 요코스카시를 잇는 배편으로 연결되어 있었으나, 1997년에는 도쿄만을 건너 기사라즈시와 가와사키시를 연결하는 유료도로 "도쿄 만 아쿠아라인"이 개통되었다.
행정 구역은 남북으로 길고 북서부는 도쿄 대도시권에 포함되며, 위성도시로서 주택 개발이 활발한 반면에 배(생산량이 일본에서 1위), 포도와 같은 과일, 순무, 파와 같은 야채가 생산되고 있으며, 노다시에는 세계적으로 유명한 간장 제조 회사 깃코망 본사가 있다.
북동부의 나리타시에 나리타 국제공항이 입지하고, 한편 고구마, 수박, 땅콩 등이 생산되는 농업 지역이며 또한 조시시는 어업 기지인 동시에 간장 산지로서 유명하다. 남부는 보소반도라고 불리며 태평양을 접하고 쿠로시오 해류의 영향으로 기후가 온난한 지역이다. 여름에는 많은 해수욕장이 개설되고, 겨울에는 피한지로서 많은 관광객들이 방문한다.
또한 우라야스시에서 훗쓰시까지 이어지는 도쿄만 연안 지역에서는 바다 매립지에 공업 지역이 형성되어 제유소, 화력 발전소, 제철소 등이 입지한다. 이 지역의 서쪽인 우라야스시에는 도쿄 디즈니랜드가 있다. 대표 애니메이션 《역시 내 청춘 러브 코메디는 잘못됐다》의 무대이다.
특이하게도 현의 경계가 전부 에도가와강과 도네강으로 둘러싸여 육로로는 출입이 불가능한 섬이다.

## 지역

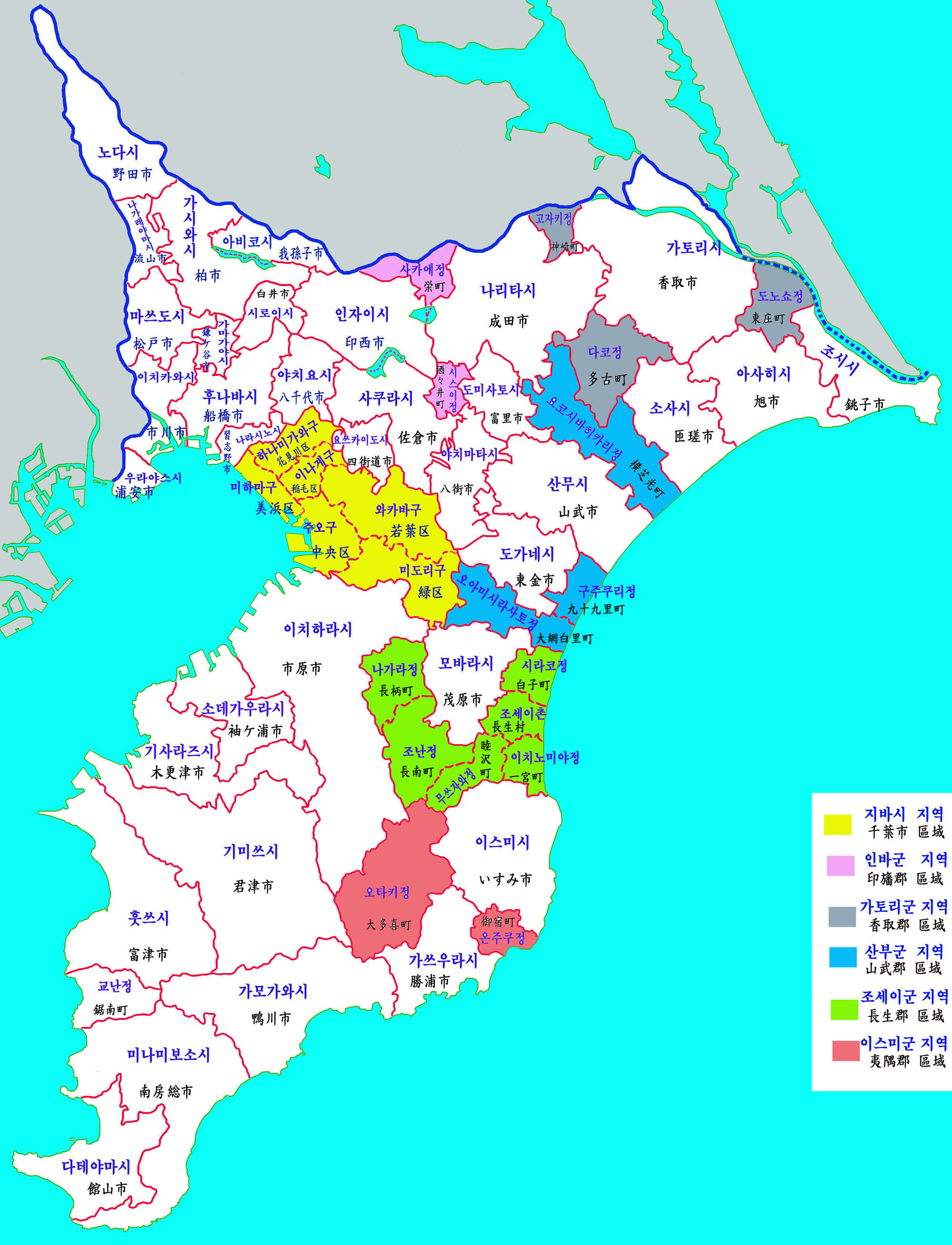
지바현 지도

지바현에는 2001년 3월 이전에 기초자치단체인 시정촌(市町村)이 80개(시 31개, 정 44개, 촌 5개) 있었으나 현재 일본 전국에서 진행 중인 시정촌 통합 흐름에 따라 2006년 3월 말에는 56개 시정촌(시 36개, 정 17개, 촌 3개)으로 감소했다.

### 북서부 지역
| - 지바시(千葉市) - 주오구(中央区), 하나미가와구(花見川区), 이나게구(稲毛区), 와카바구(若葉区), 미하마구(美浜区), 미도리구(緑区) - 이치하라시(市原市) - 나라시노시(習志野市) - 야치요시(八千代市) - 후나바시시(船橋市) - 가마가야시(鎌ケ谷市) - 이치카와시(市川市) - 우라야스시(浦安市) - 마쓰도시(松戸市) - 가시와시(柏市) - 노다시(野田市) - 나가레야마시(流山市) - 아비코시(我孫子市) - 나리타시(成田市) - 사쿠라시(佐倉市) - 요쓰카이도시(四街道市) - 야치마타시(八街市) - 인자이시(印西市) - 시로이시(白井市) - 도미사토시(富里市) - 인바군(印旛郡) - 시스이정(酒々井町), 사카에정(栄町) | 북동부 지역 조시·가토리( 銚子·香取 ) 지역 조시시 ( 銚子市 ) 아사히시 ( 旭市 ) 소사시 ( 匝瑳市 ) 가토리시 ( 香取市 ) 가토리군 ( 香取郡 ) 고자키정 ( 神崎町 ), 다코정 ( 多古町 ), 도노쇼정 ( 東庄町 ) 조세이·산부( 長生·山武 ) 지역 오아미시라사토시 ( 大網白里市 ) 모바라시 ( 茂原市 ) 도가네시 ( 東金市 ) 산무시 ( 山武市 ) 산부군 ( 山武郡 ) 구주쿠리정 ( 九十九里町 ), 시바야마정 ( 芝山町 ), 요코시바히카리정 ( 横芝光町 ) 조세이군 ( 長生郡 ) 이치노미야정 ( 一宮町 ), 무쓰자와정 ( 睦沢町 ), 조세이촌 ( 長生村 ), 시라코정 ( 白子町 ), 나가라정 ( 長柄町 ), 조난정 ( 長南町 ) 남부 지역 기사라즈( 木更津 ) 지역 기사라즈시 ( 木更津市 ) 기미쓰시 ( 君津市 ) 훗쓰시 ( 富津市 ) 소데가우라시 ( 袖ケ浦市 ) 이스미·아와( 夷隅·安房 ) 지역 가쓰우라시 ( 勝浦市 ) 이스미시 ( いすみ市 ) 다테야마시 ( 館山市 ) 가모가와시 ( 鴨川市 ) 미나미보소시 ( 南房総市 ) 이스미군 ( 夷隅郡 ) 오타키정 ( 大多喜町 ), 온주쿠정 ( 御宿町 ) 아와군 ( 安房郡 ) 교난정 ( 鋸南町 ) |

## 역사
지바현은 1873년 6월 15일에 기사라즈현과 인바현이 합쳐져 성립되었다. 역사적으로 지바현은 아와국과 가즈사국, 시모사국 세 개의 율령국으로 이루어져 있었다.

## 인구
|                                            | |
| 지바현의 전국의 연령별 인구 분포（2005년） | 지바현의 연령·남녀별 인구 분포（2005년）                                                                               |
| ■자주색 ― 지바현 ■녹색 ― 일본전국          | ■파랑색 ― 남자 ■빨간색 ― 여자                                                                                          |
| · 지바현의 인구추이                        | |
| 일본 총무성 통계국 국세조사 결과           | |
|                                            | 기술적 문제로 인해 그래프를 일시적으로 사용할 수 없습니다. 파브리케이터와 미디어위키 위키에 더 자세한 정보가 있습니다. |

| 연도  | 인구      | ±% p.a. |
| ----- | --------- | ------- |
| 1890  | 1,191,353 | —       |
| 1903  | 1,316,547 | +0.77%  |
| 1913  | 1,401,587 | +0.63%  |
| 1920  | 1,336,155 | −0.68%  |
| 1925  | 1,399,257 | +0.93%  |
| 1930  | 1,470,121 | +0.99%  |
| 1935  | 1,546,394 | +1.02%  |
| 1940  | 1,588,425 | +0.54%  |
| 1945  | 1,966,862 | +4.37%  |
| 1950  | 2,139,037 | +1.69%  |
| 1955  | 2,205,060 | +0.61%  |
| 1960  | 2,306,010 | +0.90%  |
| 1965  | 2,701,770 | +3.22%  |
| 1970  | 3,366,624 | +4.50%  |
| 1975  | 4,149,147 | +4.27%  |
| 1980  | 4,735,424 | +2.68%  |
| 1985  | 5,148,163 | +1.69%  |
| 1990  | 5,555,429 | +1.53%  |
| 1995  | 5,797,782 | +0.86%  |
| 2000  | 5,926,285 | +0.44%  |
| 2005  | 6,056,462 | +0.44%  |
| 2010  | 6,216,289 | +0.52%  |
| 2015  | 6,224,027 | +0.02%  |
| 출처: |           |         |

## 기후
| 지바시의 기후                                                | 지바시의 기후 | 지바시의 기후 | 지바시의 기후 | 지바시의 기후 | 지바시의 기후 | 지바시의 기후 | 지바시의 기후 | 지바시의 기후 | 지바시의 기후 | 지바시의 기후 | 지바시의 기후 | 지바시의 기후 | 지바시의 기후   |
| 월                                                           | 1월           | 2월           | 3월           | 4월           | 5월           | 6월           | 7월           | 8월           | 9월           | 10월          | 11월          | 12월          | 연간            |
| ------------------------------------------------------------ | ------------- | ------------- | ------------- | ------------- | ------------- | ------------- | ------------- | ------------- | ------------- | ------------- | ------------- | ------------- | --------------- |
| 역대 최고 기온 °C (°F)                                       | 20.7 (69.3)   | 24.7 (76.5)   | 25.3 (77.5)   | 28.7 (83.7)   | 31.7 (89.1)   | 36.4 (97.5)   | 37.8 (100.0)  | 38.5 (101.3)  | 36.2 (97.2)   | 32.8 (91.0)   | 25.8 (78.4)   | 24.3 (75.7)   | 38.5 (101.3)    |
| 일평균 최고 기온 °C (°F)                                     | 10.1 (50.2)   | 10.7 (51.3)   | 13.8 (56.8)   | 18.7 (65.7)   | 23.0 (73.4)   | 25.6 (78.1)   | 29.4 (84.9)   | 31.0 (87.8)   | 27.5 (81.5)   | 22.3 (72.1)   | 17.3 (63.1)   | 12.5 (54.5)   | 20.2 (68.4)     |
| 일일 평균 기온 °C (°F)                                       | 6.1 (43.0)    | 6.6 (43.9)    | 9.6 (49.3)    | 14.5 (58.1)   | 18.9 (66.0)   | 21.9 (71.4)   | 25.7 (78.3)   | 27.1 (80.8)   | 23.8 (74.8)   | 18.6 (65.5)   | 13.4 (56.1)   | 8.6 (47.5)    | 16.2 (61.2)     |
| 일평균 최저 기온 °C (°F)                                     | 2.4 (36.3)    | 2.8 (37.0)    | 5.7 (42.3)    | 10.6 (51.1)   | 15.4 (59.7)   | 19.0 (66.2)   | 23.0 (73.4)   | 24.3 (75.7)   | 21.0 (69.8)   | 15.6 (60.1)   | 9.9 (49.8)    | 4.9 (40.8)    | 12.9 (55.2)     |
| 역대 최저 기온 °C (°F)                                       | −5.1 (22.8)   | −5.2 (22.6)   | −4.4 (24.1)   | 0.4 (32.7)    | 6.8 (44.2)    | 9.1 (48.4)    | 12.5 (54.5)   | 16.5 (61.7)   | 10.7 (51.3)   | 5.8 (42.4)    | −0.9 (30.4)   | −3.7 (25.3)   | −5.2 (22.6)     |
| 평균 강수량 mm (인치)                                        | 67.5 (2.66)   | 59.1 (2.33)   | 111.3 (4.38)  | 110.4 (4.35)  | 122.3 (4.81)  | 150.9 (5.94)  | 136.5 (5.37)  | 115.7 (4.56)  | 204.7 (8.06)  | 225.7 (8.89)  | 94.1 (3.70)   | 56.8 (2.24)   | 1,454.7 (57.27) |
| 평균 강설량 cm (인치)                                        | 2 (0.8)       | 4 (1.6)       | 0 (0)         | 0 (0)         | 0 (0)         | 0 (0)         | 0 (0)         | 0 (0)         | 0 (0)         | 0 (0)         | 0 (0)         | 0 (0)         | 7 (2.8)         |
| 평균 강수일수 (≥ 0.5 mm)                                     | 6.2           | 6.8           | 11.2          | 10.7          | 11.2          | 12.4          | 10.7          | 8.5           | 12.0          | 11.5          | 8.8           | 6.5           | 116.6           |
| 평균 상대 습도 (%)                                           | 53            | 55            | 61            | 66            | 71            | 77            | 78            | 77            | 77            | 73            | 66            | 57            | 68              |
| 평균 월간 일조시간                                           | 191.6         | 165.3         | 167.5         | 177.0         | 180.5         | 126.9         | 162.7         | 189.4         | 134.6         | 131.6         | 143.6         | 174.8         | 1,945.5         |
| 출처: 일본 기상청 (평년값: 1991년~2020년, 극값: 1966년~현재) |               |               |               |               |               |               |               |               |               |               |               |               |                 |

## 경제
지바현은 도쿄만의 긴 해안선 덕분에 일본에서 가장 큰 공업 지역 중 하나이다. 지바현은 1950년에 가와사키 중공업의 주요 공장 부지로 선정된 후에 현 정부는 공장, 창고, 선창을 위한 해안 지구 준설 계획을 위해 대규모의 매립 프로그램에 착수하였다. 화학, 석유화학 정제, 기계 생산은 오늘날 지바현의 주요 산업으로 현 수출의 45%를 차지한다. 최근에 현 정부는 내륙 개발을 위한 80개의 공업 단지 건설을 위해 자금을 모았다.
지바는 또한 일본에서 홋카이도에 이어 두 번째로 높은 농업 생산량(2002년)을 자랑하고 야채의 생산량(2002년)은 홋카이도를 제치고 1위를 기록했다. 도쿄만 주변에서 많은 해조류가 재배된다.

## 스포츠
다음은 지바현을 연고지로 하는 프로스포츠 구단들이다.

### 축구
- 제프 유나이티드 이치하라 지바 (지바시 & 이치하라시)
- 가시와 레이솔 (가시와시)

### 야구
- 지바 롯데 마린스 (지바시)

## 교통
대부분의 도쿄 근방 방문객들은 현 북쪽의 나리타시에 위치한 나리타 국제공항을 통해 도착하고 도쿄도와 동일본 여객철도의 나리타 익스프레스, 게이세이 전철의 스카이라이너를 통해 연결된다.

### 철도

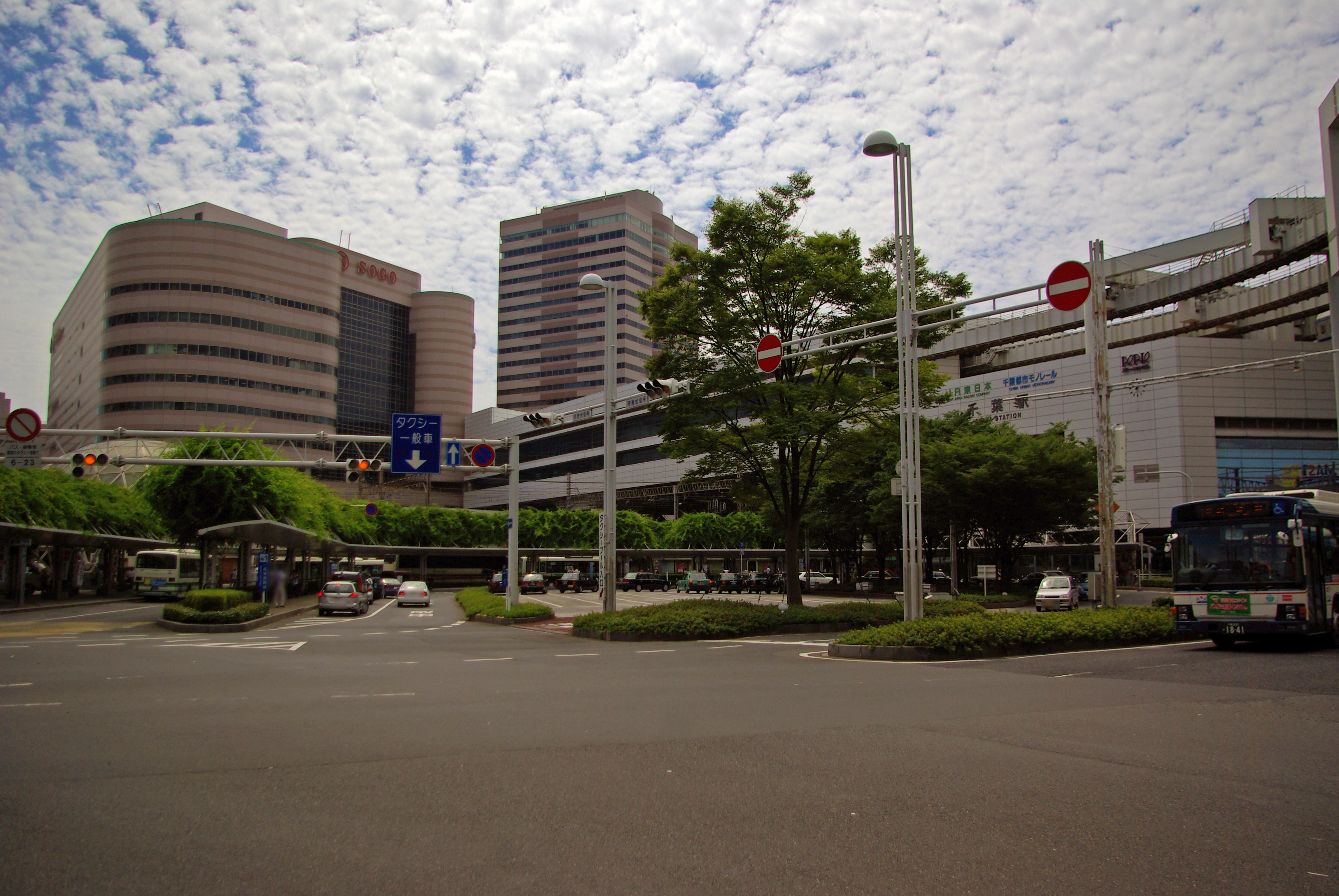
지바역 전경

- 동일본 여객철도
  - 소부 본선
    - 주오·소부 완행선
    - 소부 쾌속선

  - 조반선
    - 조반 완행선
    - 조반 쾌속선

  - 나리타선
  - 우치보선
  - 소토보선
  - 게이요선
  - 무사시노선
  - 도가네선
  - 가시마선
  - 구루리선

### 도로

#### 유료 도로
- 게이요 도로
- 수도고속도로 완간선
- 히가시칸토 자동차도
- 신쿠코 자동차도(일본어판, 중국어판)
- 조반 자동차도
- 도쿄 외환 자동차도
- 수도권 중앙 연락 자동차도
- 도쿄만 아쿠아라인
- 지바토가네 도로(일본어판, 중국어판)
- 다테야마 자동차도(일본어판, 중국어판)
- 훗쓰-다테야마 도로(일본어판, 중국어판)
- 조시 연락도로(일본어판)
- 지바 소토보 유료 도로(일본어판, 중국어판)
- 도가네구주쿠리 유료도로(일본어판)
- 구주쿠리 유료도로(일본어판)
- 노고기리야마 등산 자동차도(일본어판)

#### 일반 국도
- 국도 제6호선
- 국도 제14호선
- 국도 제16호선
- 국도 제51호선
- 국도 제126호선
- 국도 제127호선
- 국도 제128호선 (일본)(일본어판)
- 국도 제294호선 (일본)(일본어판)
- 국도 제295호선
- 국도 제296호선 (일본)(일본어판)
- 국도 제297호선 (일본)(일본어판)
- 국도 제298호선
- 국도 제356호선 (일본)(일본어판)
- 국도 제357호선
- 국도 제408호선 (일본)(일본어판)
- 국도 제409호선 (일본)(일본어판)
- 국도 제410호선 (일본)(일본어판)
- 국도 제464호선
- 국도 제465호선 (일본)(일본어판)

#### 현도
- 지바현도 제1호선
- 지바현도 제27호선
- 지바현도 제77호선
- 지바현도 제176호선
- 그 외의 나머지 노선들: 지바현의 현도 목록 (일본어) 문서 참조